# Gnojno (Lublin)
Pour les articles homonymes, voir Gnojno.
Gnojno (prononciation : [ˈɡnɔi̯nɔ]) est un village polonais de la gmina de Konstantynów (Lublin) dans le powiat de Biała Podlaska de la voïvodie de Lublin dans l'est de la Pologne.
Il se situe à environ 27 kilomètres au nord de Biała Podlaska (siège du powiat) et 121 kilomètres au nord de Lublin (capitale de la voïvodie).
Le village comptait approximativement une population de 160 habitants en 2008.

## Histoire
De 1975 à 1998, le village est attaché administrativement à la voïvodie de Biała Podlaska.

Depuis 1999, il fait partie de la voïvodie de Lublin.

## Galerie

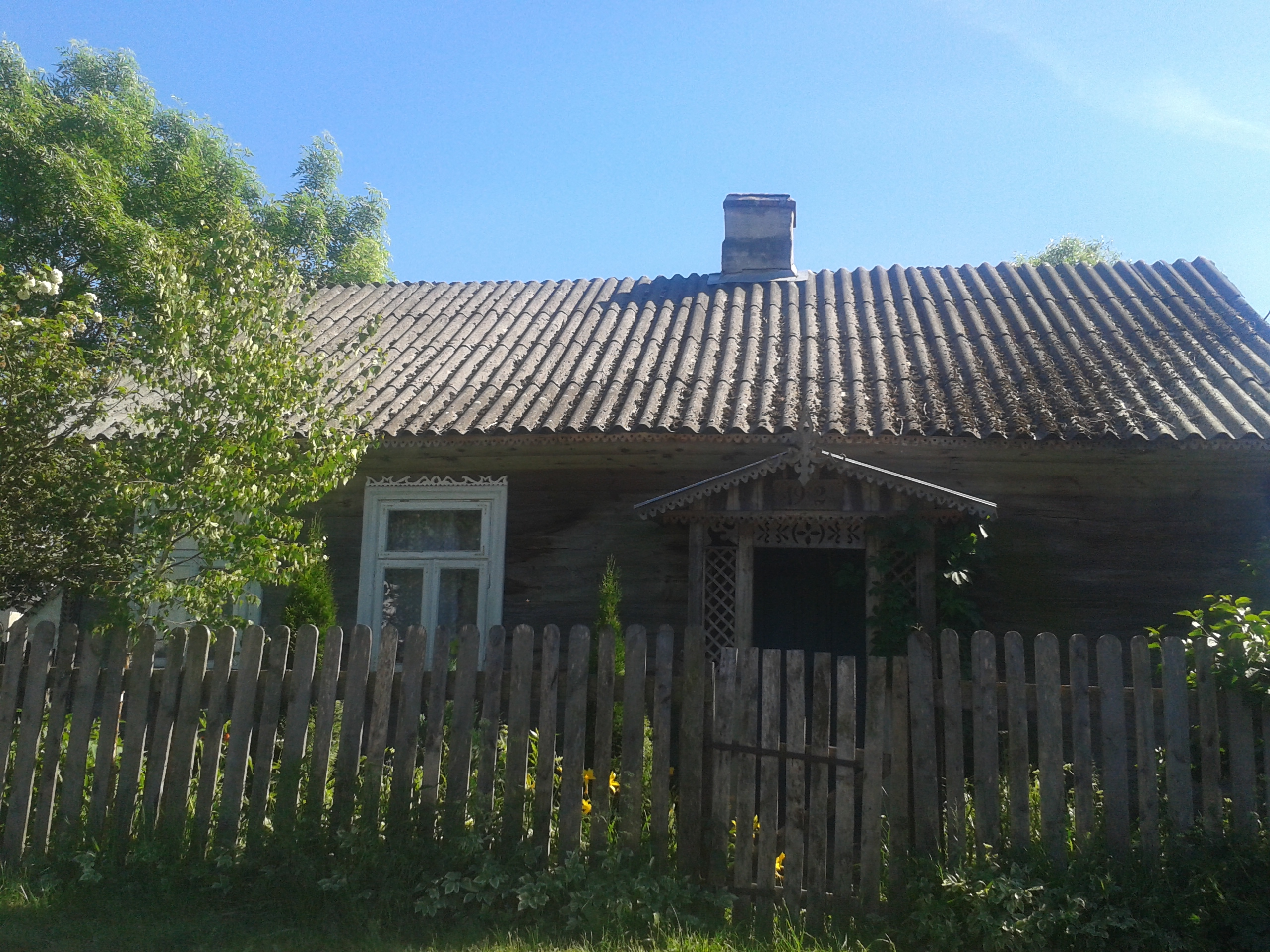
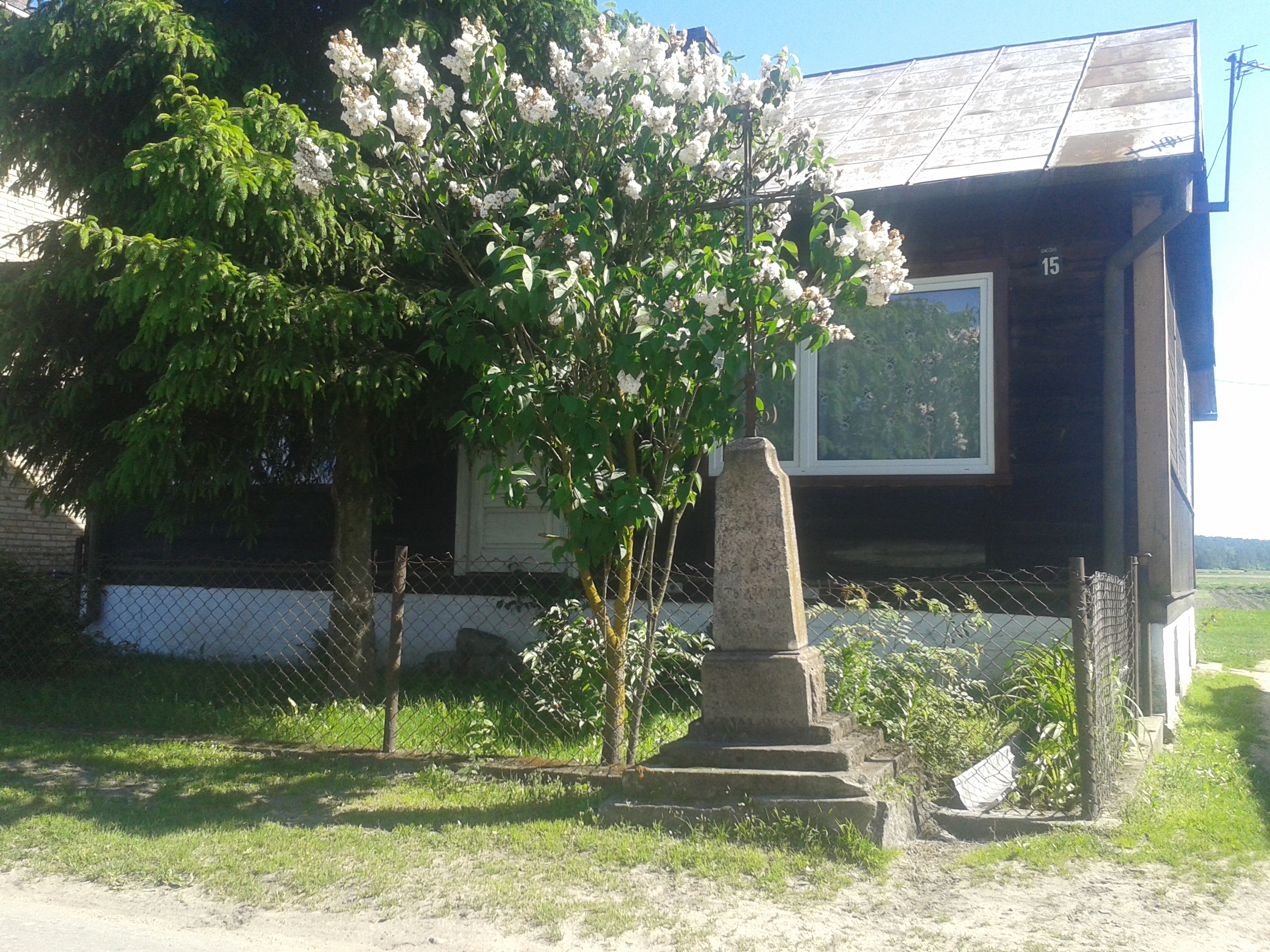
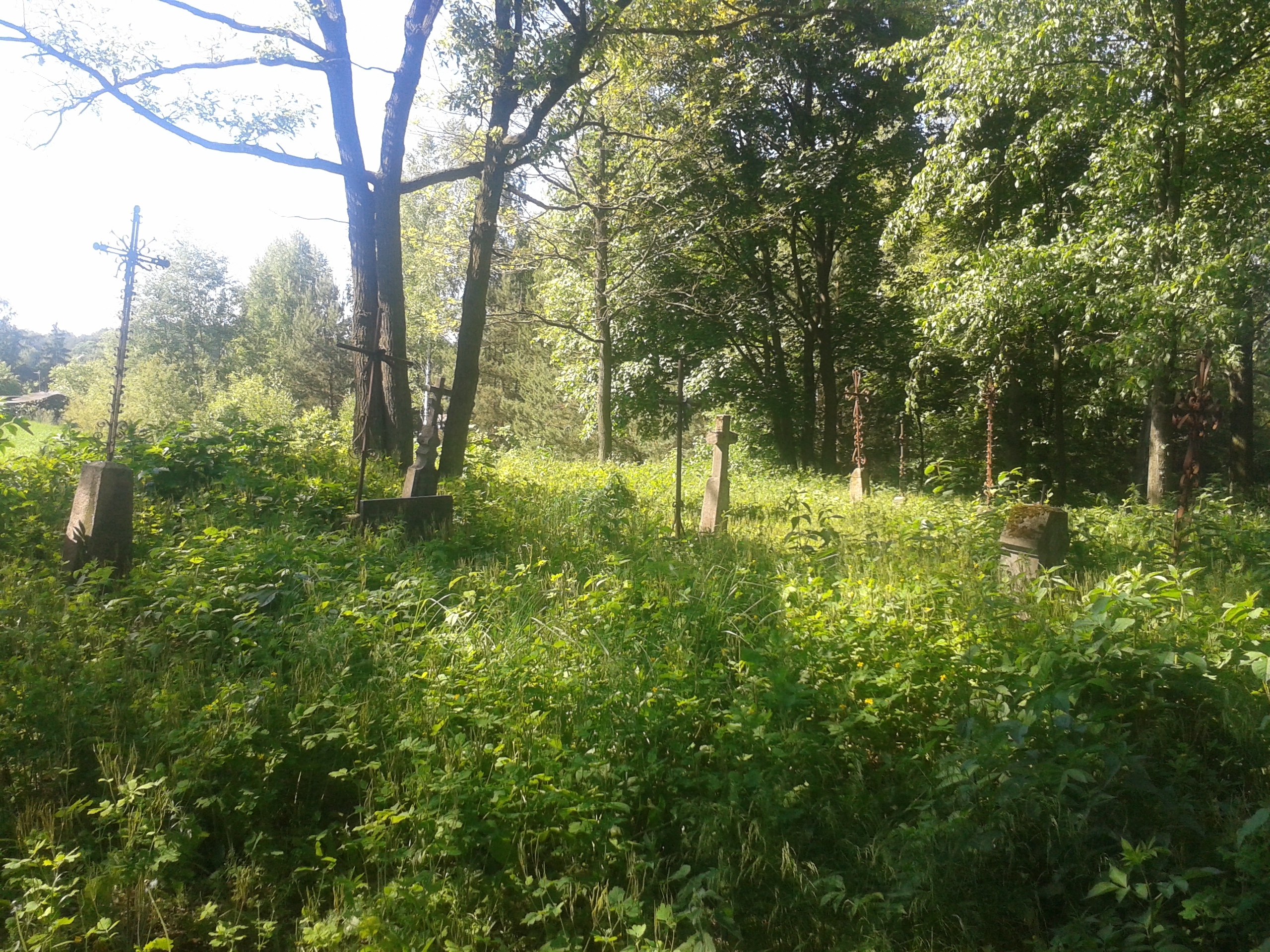
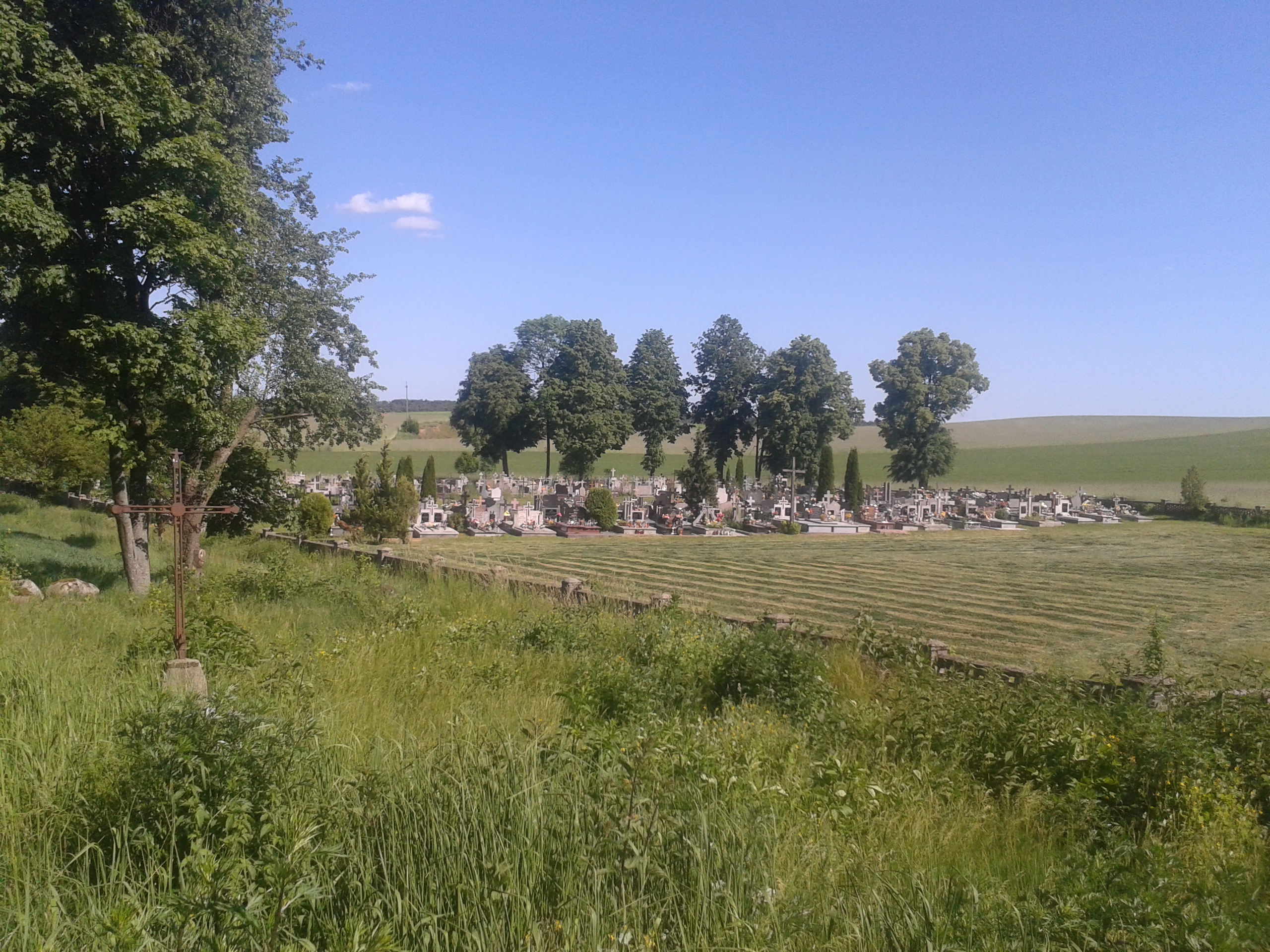

Quelques vues du village: